# Belo Polje (Raška)
Belo Polje (Servisch cyrillisch: Вело Поље) is een plaats in de Servische gemeente  Raška. De plaats telt 48 inwoners (2002).